# Emil Wolf
Emil Wolf (Praga, 30 luglio 1922 – Rochester, 2 giugno 2018) è stato un fisico ceco naturalizzato statunitense..
È noto per i suoi contributi all'Ottica (in particolare, si è occupato delle proprietà diffrattive e coerenziali dei campi ottici), alla Spettroscopia (radiazioni parzialmente coerenti, in particolare ha scoperto l'effetto che porta il suo nome), alle teorie degli scattering diretto e inverso. Nel 1978 è stato Presidente della Optical Society of America.
Nel 1980 gli è stata conferita, tra le altre, la prestigiosa Albert A. Michelson Medal del Franklin Institute e ha ricevuto, nel 1987 in Italia, anche la Medaglia Marconi del Consiglio Nazionale delle Ricerche.
È coautore, col più celebre Max Born (del quale è stato collaboratore presso l'Università di Edimburgo), di un testo universitario di longevo successo, i Principi di Ottica (per questo e per altri lavori gli è stata anche conferita la Esther Hoffman Beller Medal).
Nel 1999, Sisir Roy, Menas Kafatos e Suman Datta hanno ipotizzato che l'effetto Wolf consenta di spiegare lo shift verso il rosso della radiazione di certi quasar

## Biografia
Nasce a Praga, in Repubblica Ceca, nel 1922 e, a seguito dell'invasione nazista della Cechia (1938), segue la famiglia in esilio. Vive in Italia e in Francia, quindi nel Regno Unito (dal 1940).
Nel 1945 si laurea in Matematica presso l'Università di Bristol. Consegue il Dottorato nel 1948. Tra il 1951 e il 1954 lavora con Max Born ad Edimburgo. Una divertente curiosità: nel 1987, ovvero 23-26 anni dopo, riceverà, per i suoi "contributi all'ottica", il Max Born Award dalla Optical Society.
Dopo un breve periodo a Manchester, nel 1959 si trasferisce negli Stati Uniti, presso la prestigiosa Università di Rochester, dove trascorre il resto della propria carriera accademica.
Dal 1962 si dedica alla periodica raccolta di lavori sull'Ottica intitolata Progress in Optics (il suo ultimo libro è stato pubblicato nel 2015, da allora gli è subentrato Taco Visser). Nel 1978, dopo aver ricevuto la Frederic Ives Medal l'anno prima, subentra a Peter Franken alla presidenza dell'OSA ("Optical Society of America").
Nel 1987 esce su Nature l'articolo Noncosmological redshifts of spectral lines, nel quale prevede l'esistenza dello shift frequenziale che è oggi noto come "effetto Wolf". Nello stesso anno, Mark F. Bocko, David H. Douglass e Robert S. Knox ne riscontrano l'esistenza nel loro laboratorio di Acustica e, nel 1988, Dean Faklis e George Morris ne confermano l'esistenza anche nell'Ottica.
Nel 1991 l'allora Cecoslovacchia gli conferisce la Medaglia d'Oro dell'Accademia delle Scienze e anche quella dell'Unione dei Matematici e Fisici Cecoslovacchi. Nello stesso anno, la Univerzita Palackého v Olomouci (la seconda più antica del Paese) lo premia con un'ulteriore medaglia d'oro.
Nel 2010 l'organizzazione not-for-profit SPIE gli conferisce lo G. G. Stokes Award.